# Christuskirche (Prudnik)

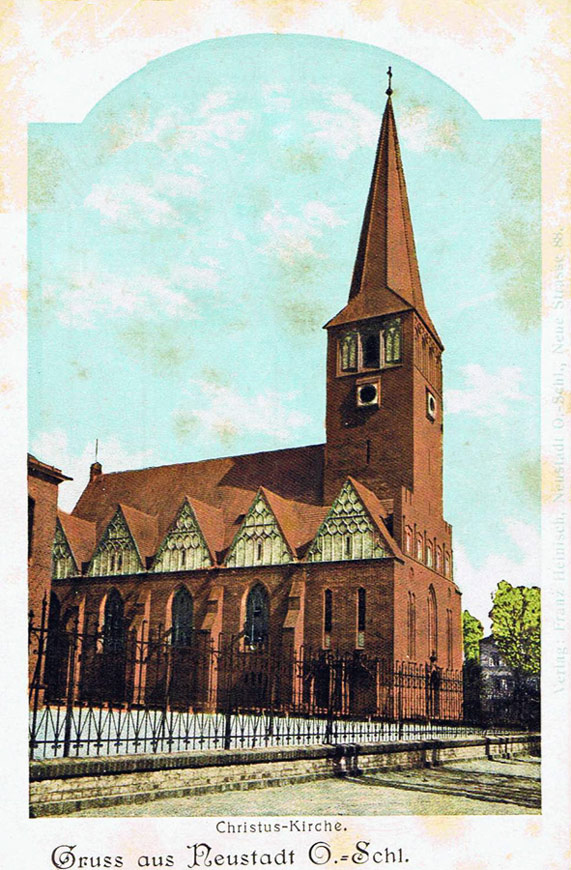
Christuskirche in Neustadt um 1920

Die evangelische Christuskirche (poln. Kościół ewangelicki) war ein Kirchengebäude in der schlesischen Stadt Prudnik (deutsch Neustadt). Die Kirche stand in der südwestlichen Altstadt am Plac Szarych Szeregów (bis 1945 Victoriaplatz) unweit der katholischen Pfarrkirche St. Michael.

## Geschichte

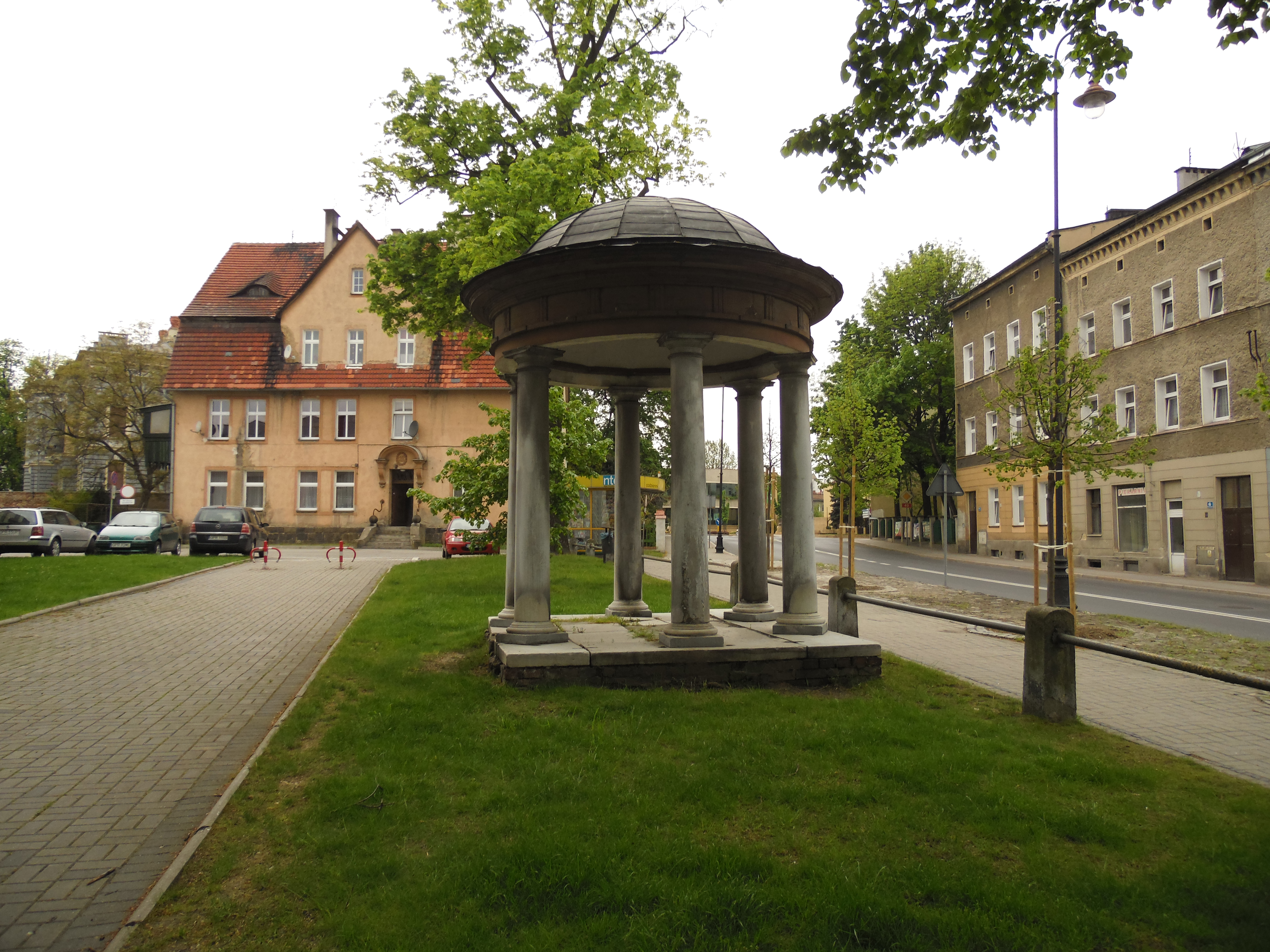
Grabmal in Form einer Kuppel auf sechs Säulen

Vorgängerbau der Christuskirche war eine Begräbniskirche, die um 1619, zu der Zeit, als auch die Stadtpfarrkirche evangelisch war, südwestlich vor der Stadtmauer erbaut wurde. Nach der Rekatholisierung von St. Michael verblieb diese Kirche der evangelischen Gemeinde. Ende des 19. Jahrhunderts war sie zu klein und auch baufällig geworden. Von dem ehemaligen Friedhof ist noch ein Grabmal in Form einer Kuppel auf sechs Säulen erhalten.
Der Grundstein der Christuskirche wurde nach dem Abriss des Vorgängerbaus am 3. Juli 1902 gelegt. Sie wurde am 1. November 1904 fertiggestellt. Zur feierlichen Weihe erschienen die örtliche Garnison, die Geistlichkeit und viele Gäste.
Die Kirche wurde im neugotischen Stil erbaut und hatte 1204 Sitzplätze. Die Orgel kam aus Schweidnitz. Die Innenbemalung stammt von Professor Onken aus Berlin. Kaiserin Auguste Viktoria spendete eine in Silber gebundene Bibel. Die Kirche hatte einen 66 Meter hohen Turm mit einer großen Eingangshalle.
Der Zweite Weltkrieg und seine Folgen fügten der Kirche keinen nennenswerten Schaden zu. Nach der Vertreibung der Deutschen verlor das Gebäude seinen Nutzungszweck. Versuche polnischer Gläubiger, die Kirche zu übernehmen, wurden vereitelt. Leichte Schäden am Dach, das im Lauf der Jahre nicht saniert wurde, nahmen zu und führten zum Ruin des Gebäudes.
Im Jahr 1969 wurde der Kirchenbau im Auftrag der polnischen Verwaltung abgerissen. Heute steht an der Stelle der ehemaligen Kirche eine Sporthalle.